# Matti Helminen
Pour les articles homonymes, voir Helminen.
Matti Helminen, né le 14 août 1975 à Helsinki, est un coureur cycliste finlandais.

## Biographie
En mai 2012, Matti Helminen est contrôlé positif au probénécide. La Royale ligue vélocipédique belge le suspend pour deux ans. Il fait appel de cette décision devant le Tribunal arbitral du sport.

## Palmarès
- 2000
  - 3e étape du Tour du Brabant flamand
  - 2e du Tour de la province de Namur
  - 2e du Tour du Brabant flamand
- 2001
  - 3e du championnat de Finlande du contre-la-montre
- 2002
  - 4e étape du Tour de la Dordogne (contre-la-montre)
  - 2e du Tour de la Dordogne
  - 2e du Tour de la province de Namur
  - 3e du championnat de Finlande du contre-la-montre
- 2003
  -  Champion de Finlande du contre-la-montre
  - 2e étape du Tour des Landes (contre-la-montre)
  - 3e étape des Trois Jours de Cherbourg
- 2004
  - Tour du Brabant wallon :
    - Classement général
    - 2e étape

  - 3e des Trois Jours de Cherbourg
- 2005
  - 2e de Romsée-Stavelot-Romsée
  - 3e du championnat de Finlande du contre-la-montre
- 2006
  -  Champion de Finlande du contre-la-montre
  - Chrono champenois
  - 3e du Chrono des Herbiers
- 2007
  -  Champion de Finlande du contre-la-montre
- 2008
  -  Champion de Finlande du contre-la-montre
  - 3e du championnat de Finlande sur route
  - 3e du Chrono champenois
- 2009
  - 2e du championnat de Finlande du contre-la-montre
  - 3e du championnat de Finlande sur route
- 2010
  -  Champion de Finlande du contre-la-montre
  - Tour de Helsinki
  - 2e du Chrono champenois
- 2011
  - 2e du championnat de Finlande du contre-la-montre
- 2012
  -  Champion de Finlande du contre-la-montre
- 2015
  - Grand Prix de la ville de Vilvorde
  - 2e du championnat de Finlande du contre-la-montre
  - 2e du Grand Prix Nieuwkerken-Waas
  - 3e du championnats de Finlande sur route
- 2016
  - Championnat du Brabant flamand du contre-la-montre
  - Championnat du Brabant flamand du contre-la-montre par équipes
- 2017
  - 2e du championnat de Finlande du contre-la-montre
- 2018
  - Championnat du Brabant flamand du contre-la-montre
- 2019
  - Championnat du Brabant flamand du contre-la-montre
  - 2e du championnat de Finlande du contre-la-montre

## Classements mondiaux
| Année            | 2005 | 2006 | 2007 | 2008 | 2009 | 2010 | 2011 | 2012 | 2013 | 2014 | 2015 | 2016   | 2017 | 2018 | 2019   |
| ---------------- | ---- | ---- | ---- | ---- | ---- | ---- | ---- | ---- | ---- | ---- | ---- | ------ | ---- | ---- | ------ |
| UCI America Tour |      |      | 254e |      |      |      |      |      |      |      |      |        |      |      |        |
| UCI Europe Tour  | 519e | 312e | 249e | 332e | 455e | 367e | 964e |      |      |      | 551e | 1 776e | 803e |      | 1 270e |